# Polygonella robusta
Polygonella robusta (Small) G.L. Nesom & V.M. Bates – gatunek rośliny z rodziny rdestowatych (Polygonaceae Juss.). Występuje naturalnie w południowo-wschodnich Stanach Zjednoczonych – na Florydzie. 

## Morfologia
PokrójRoślina jednoroczna lub Bylina dorastająca do 50–110 cm wysokości.
LiścieIch blaszka liściowa jest siedząca i ma równowąski kształt. Mierzy 25–43 mm długości oraz 1–3 mm szerokości, o wierzchołku od ostrego do spiczastego. Gatka jest orzęsiona.
KwiatyObupłciowe lub funkcjonalnie jednopłciowe, zebrane w grona o długości 2–5 cm, rozwijają się na szczytach pędów. Listki okwiatu mają owalny lub podłużny kształt i barwę od białej do różowej, mierzą 2–4 mm długości.
OwoceTrójboczne niełupki o kształcie od jajowatego do elipsoidalnego, osiągają 2–3 mm długości.

## Biologia i ekologia
Rośnie w lasach sosnowych, zaroślach oraz na nieużytkach, na terenach nizinnych Kwitnie od lipca do grudnia.